# 文室忠光
文室 忠光（ふんやの ただみつ）は平安時代中期の武士。文室氏の一族。生没年不明。

## 経歴
筑前国志摩郡の地元豪族。寛仁3年（1019年）、刀伊の入寇にて武功を立てる。4月7日に刀伊勢が筑前沿岸に姿を現し、筑前国怡土郡、志摩郡、早良郡を襲う。それらを志摩郡にて死者112人拉致被害者435人牛馬74頭の被害を受けるが撃退。太宰府の兵とともに交戦し、賊徒撃退に大いに貢献した。彼の弓矢に命中する賊徒が多くあったとして、合戦後にその首級や戎具進上があった。寛平の韓寇で活躍した対馬守・文屋善友や長保3年（1001年）、太宰府府官の傔杖・文屋佐親など彼らと親族関係にあったとする説がある。

## 系図
- 父:不詳
- 母:不詳
- 子:不詳